# El opio de los intelectuales
El opio de los intelectuales (en francés: L'Opium des intellectuels) es un ensayo crítico del sociólogo y politólogo francés Raymond Aron. El ensayo se caracteriza por la crítica hacia el apoyo que muestran los círculos de intelectualidad con el marxismo en específico y el socialismo en general. Fue publicado en 1955 en París, Francia.
El contenido hace referencias a la indiferencia histórica de la Intelligentsia con los crímenes cometidos por la izquierda política, realizando una analogía con la frase marxista de que la religión es el Opio del pueblo y expresando que el marxismo se ha convertido en una especie de dogma mesiánico negligente en los intelectuales.

## Contexto
La obra fue elaborada por Aron en la Francia de la Guerra Fría, en donde la mayoría de población intelectual de las universidades y academias mostraban mucha simpatía con las corrientes políticas y económicas relacionadas al socialismo utópico. Aron se había convertido en un crítico al socialismo y las técnicas que este movimiento utilizaba para llegar al poder y las maneras de manejar la vida de la población una vez instaurado en el Estado. Era un adversario abierto de Jean-Paul Sartre, porque consideraba incompatible la lucha por la libertad que Sartre defendía con el control del individuo en el Estado comunista que Sartre admiraba. También critica la satanización de la derecha política por la izquierda clásica, que reduce las diferencias entre ambas facciones a una dicotomía en la que «la izquierda es buena y la derecha es mala», y la primera liberará al pueblo de la segunda, que le oprime. En consecuencia, si la izquierda comete crímenes, tanto en la etapa revolucionaria como en el de régimen, esta quedará libre de toda culpa y responsabilidad, justificada por la lucha de clases y la transición al socialismo.[cita requerida]

## Analogía alopio del pueblo
La filósofa Simone Weil en su obra Sobre las contradicciones del marxismo (1937), años antes que Aron, muestra la existencia de cierto dogmatismo por parte de los comunistas y su socialismo científico en su causa. De manera concisa hace notar el parecido de la religión con el marxismo, acusando de «mitológica» al socialismo al mostrar que Karl Marx en su obra El capital (1867) jamás demostró por qué las fuerzas de producción tenderían a desarrollarse de la mano del proletariado y de la misma forma afirmó que tarde o temprano los dirigentes socialistas tienden a aburguesarse y cometer todos los vicios de una sociedad capitalista mientras el pueblo vive en una dogmática estricta al estilo religioso:

«El marxismo es toda una religión, en el más impuro sentido de la palabra. Tiene en común con todas las formas inferiores de la vida religiosa el hecho de haber sido continuamente utilizado, según la expresión exacta de Marx, como un opio del pueblo».

En 1955 Raymond Aron pública el ensayo y realiza un comentario sobre el contenido de su trabajo:

«Al tratar de explicar la actitud de los intelectuales, despiadados con las debilidades de las democracias, indulgentes con los mayores crímenes, siempre y cuando estos se cometan en nombre de las doctrinas correctas, me encontré en primer lugar con las palabras sagradas: izquierda, Revolución, proletariado. La crítica de estos mitos me llevó a reflexionar sobre el culto de la Historia y, posteriormente, a interrogarme sobre una categoría social a la que los sociólogos no han prestado aún la atención que merece: la intelligentsia. […] Si observamos la realidad, si nos proponemos objetivos concretos, comprobaremos lo absurdo de estas amalgamas político-ideológicas con las que juegan los revolucionarios de gran corazón y cabeza ligera, así como los periodistas ávidos de éxito. […] Dejemos la superioridad del fanatismo para los fanáticos sin remordimientos. […] Si la tolerancia nace de la duda, enséñese a dudar de los modelos y de las utopías, a rechazar a los profetas de la salvación, a los heraldos de las catástrofes. Apelemos, pues, al advenimiento de los escépticos, si ellos han de extinguir el fanatismo».